# Metsaküla (Häädemeeste)
Metsaküla (Duits: Metsa) is een plaats in de Estlandse gemeente Häädemeeste, provincie Pärnumaa. De plaats heeft de status van dorp (Estisch: küla).
Tot in oktober 2017 lag Metsaküla in de gemeente Tahkuranna. In die maand werd Tahkuranna bij Häädemeeste gevoegd.

## Bevolking
Het dorp had 70 inwoners op 31 december 2011 en 55 inwoners op 31 december 2021.

## Ligging
De plaats ligt aan de Baai van Pärnu (Pärnu laht), een onderdeel van de Golf van Riga. Ten oosten van Metsaküla ligt het natuurpark Uulu-Võiste maastikukaitseala (6,9 km²).
De Põhimaantee 4, de weg van Tallinn via Pärnu naar de Letse grens, komt door Metsaküla.

## Geschiedenis
Metsaküla werd in 1839 voor het eerst genoemd onder de Duitse naam Metsa als boerderij op het landgoed van Tahkuranna. In 1855 werd Metsaküla genoemd als dorp.